# Спортивне запам'ятовування
Спортивне запам'ятовування - інтелектуальний вид спорту, який базується на здатності людини запам'ятовувати 
та згадувати інформацію.

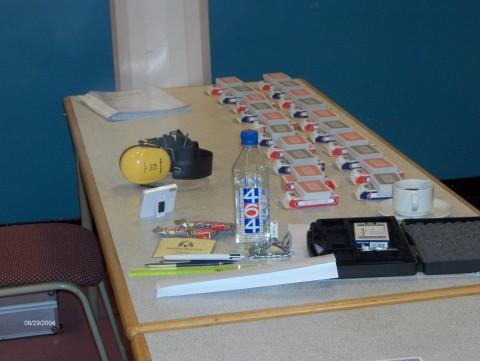
Стіл перед запам'ятовуванням колод карт

Вперше Чемпіонат Світу зі спортивного запам'ятовування був проведений у 1991 році у Лондоні, переможцем на яких став британський спортсмен-меморіст Домінік О'Браян.
Україна вперше була представлена на рівні Чемпіонату Світу в 2014 році. Змагання проводились у КНР, в місті Хайкоу в період з 11.12-14.12 2014 року. Єдиним представником України був спортсмен зі Львова Остапович Гордій. Згідно результатів Чемпіонату Світу Україна знаходититься на 15-му місці в рейтингу країн, де займаються спортивним запам'ятовуванням.  
Міжнародні стандарти спортивного запам'ятовування ділять цей вид спорту на десять обов'язкових дисциплін:
1. Запам'ятовування набору чисел (328423923... і т.д.) протягом однієї години.
2. Запам'ятовування набору чисел протягом 5 хвилин.
3. Запам'ятовування набору чисел "на слух", при цьому на озвучення одного числа виділяється лише одна секунда.
4. Запам'ятовування бінарного числа (1000101001010011111100111... і т.д.) протягом 30 хвилин.
5. Запам'ятовування максимально можливої кількості перемішаних гральних карт протягом однієї години.
6. Запам'ятовування слів, що не пов'язані між собою логічно.
7. Запам'ятовування історичних дат протягом 5 хвилин.
8. Запам'ятовування людей та їхніх імен протягом 15 хвилин.
9. Запам'ятовування абстрактних зображень протягом 15 хвилин.
10. Запам'ятовування однієї перетасованої колоди гральних карт (52 карти) на час.

На офіційних чемпіонатах спортсмени окрім особистих рекордів та призових місць можуть отримати звання "Гранд Майстер". Для цього учасник повинен виконати ряд нормативів: запам'ятати перетасовану колоду карт за 2 хвилини або швидше, запам'ятати десять колод або більше за годину й запам'ятати ряд з 1000 чисел або більше за одну годину.

## Чемпіонати світу та переможці
| Рік проведення | Місце проведення | Переможець                        |
| -------------- | ---------------- | --------------------------------- |
| 1991           | Лондон           | Домінік О'Браян (Велика Британія) |
| 1992           | Лондон           | Домінік О'Браян (Велика Британія) |
| 1994           | Лондон           | Джонатан Хенкок (Велика Британія) |
| 1995           | Лондон           | Домінік О'Браян (Велика Британія) |
| 1996           | Лондон           | Домінік О'Браян (Велика Британія) |
| 1997           | Лондон           | Домінік О'Браян (Велика Британія) |
| 1998           | Лондон           | Енді Белл (Велика Британія)       |
| 1999           | Лондон           | Домінік О'Браян (Велика Британія) |
| 2000           | Лондон           | Домінік О'Браян (Велика Британія) |
| 2001           | Лондон           | Домінік О'Браян (Велика Британія) |
| 2002           | Лондон           | Енді Белл (Велика Британія)       |
| 2003           | Куала Лумпур     | Енді Белл (Велика Британія)       |
| 2004           | Манчестер        | Бен Прідмор (Велика Британія)     |
| 2005           | Оксфорд          | Клеменс Майєр (Німеччина)         |
| 2006           | Лондон           | Клеменс Майєр (Німеччина)         |
| 2007           | Бахрейн          | Гюнтер Карстен (Німеччина)        |
| 2008           | Бахрейн          | Бен Прідмор (Велика Британія)     |
| 2009           | Лондон           | Бен Прідмор (Велика Британія)     |
| 2010           | Гуанджоу         | Ванг Фенг (Китай)                 |
| 2011           | Гуанджоу         | Ванг Фенг (Китай)                 |
| 2012           | Лондон           | Йоханес Меллоу (Німеччина)        |
| 2013           | Лондон           | Джонас вон Ессен (Швеція)         |
| 2014           | Хайкоу           | Джонас вон Ессен (Швеція)         |
| 2015           | Ченду            | Алекс Мулен (США)                 |
| 2016           | Сінгапур         | Алекс Мулен (США)                 |

## Світові рекорди у спортивному запам'ятовуванні
| Дисципліна                      | Час запам'ятовування | Рекордсмен      | Рекорд                | Рік побиття рекорду |
| ------------------------------- | -------------------- | --------------- | --------------------- | ------------------- |
| Обличчя та імена                | 15 хвилин            | Янджа Алтансуг  | 187 людей             | 2015                |
| Бінари                          | 30 хвилин            | Марвін Валоуніс | 5040 символів         | 2015                |
| Числа                           | 60 хвилин            | Алекс Мулен     | 3029 символів         | 2015                |
| Абстракції                      | 15 хвилин            | Марвін Валоуніс | 599 символи           | 2015                |
| Числа                           | 5 хвилин             | Марвін Валоуніс | 520 символів          | 2015                |
| Історичні дати                  | 5 хвилин             | Йоханес Меллоу  | 132 дати              | 2011                |
| Перетасовані карти              | 60 хвилин            | Шін Бінбін      | 1612 карт (31 колода) | 2015                |
| Слова                           | 15 хвилин            | Саймон Рейнхард | 300 слів              | 2010                |
| Числа "на слух"                 | 200,300,400 чисел    | Ленс Щірхард    | 456 чисел             | 2015                |
| Перетасована колода карт на час | 1 колода (52 карти)  | Саймон Рейнхард | 20,44 сек             | 2015                |

## Спортивне запам'ятовування в Україні
Офіційно спортивним запам'ятовуванням в Україні займаються у Львові. Професійне тренування а також організацію Національної Першості зі спортивного запам'ятовування проводить Остапович Гордій, а також ГО "Академія розвитку пам'яті". 
Національна Першість зі спортивного запам'ятовування організовується в рамках міжнародного розвитку цього виду спорту . Перший чемпіонат України був проведений 10 жовтня 2015 року у м. Стрий. 
Другий Чемпіонат України був проведений у Львові 29 жовтня 2016 року. 